# سارة بورتر
سارة بورتر (بالإنجليزية: Sarah Porter)‏ هي مُدرسة أمريكية، ولدت في 17 أغسطس 1813 في فارمنغتون في الولايات المتحدة، وتوفيت في 18 فبراير 1900.

## وصلات خارجية
- سارة بورتر على موقع الموسوعة البريطانية (الإنجليزية)